# ألان بولين
ألان بولين هو ممثل سويدي، ولد في 5 نوفمبر 1907 وتوفي في 23 يناير 1959.